# Angela (rodzaj)
Angela – rodzaj modliszek z podrzędu Eumantodea i nadrodziny Acanthopoidea, jedyny z monotypowej rodziny Angelidae. Obejmuje 19 opisanych gatunków. Zamieszkują Amerykę Środkową i północną część Ameryki Południowej.

## Morfologia

### Owad dorosły
Modliszki przeciętnych do dużych rozmiarów, osiągające od 60 do 141 mm długości ciała. Ta ostatnia wartość dotyczy samic A. maxima i jest największą wśród modliszek Ameryki. Ciało jest mocno wysmuklone, patykowate. U obu płci w ubarwieniu najczęściej dominuje brąz, ale samice są zwykle jaśniejsze, niekiedy z odcieniem słomkowym czy żółtawym.
Tułów ma silnie wydłużone przedplecze i dobrze zaznaczone rozszerzenia nadbiodrowe. W użyłkowaniu skrzydeł przedniej pary (tegmin) zaznaczają się wydłużone pterostygmy. U samic skrzydła przedniej pary są mocno skrócone, co stanowi autapomorfię rodziny. Tylne skrzydła u obu płci są barwne i dłuższe od tych przednich, co również uchodzi za autapomorfię. U samicy skrzydła w spoczynku nie sięgają poza środek odwłoka, zaś u samca skrzydła są nieznacznie skrócone i pozostają funkcjonalne. Na spodzie zatułowia nie występuje pojedynczy narząd tympanalny (ucho cyklopowe). Chwytne odnóże przedniej pary ma na biodrze niewydłużony płat grzbietowo-wierzchołkowy, a na udzie zaopatrzone w kolce płaty wierzchołkowe, umieszczony w wierzchołkowej połowie rowek do chowania pazurka oraz cztery kolce dyskoidalne, z których trzeci jest najdłuższy, a pierwszy znacznie dłuższy od drugiego. Wyprostowana goleń przedniego odnóża ma pięć lub sześć kolców tylno-brzusznych.
Przysadki odwłokowe są krótsze niż połowa długości odwłoka, spłaszczone i listkowato rozszerzone, co wskazywane jest jako autapomorfia rodziny i pozwala odróżnić Angelidae na dowolnym stadium rozwojowym od pozostałych modliszek Nowego Świata o patykowatym ciele. Płytka nadobytowa przybiera trójkątny kształt. Genitalia samca odznaczają się w pełni zesklerotyzowanymi fallomerami i porozdzielanymi wyrostkami zespołu lewej strony. Fallomer brzuszny cechuje się umieszczonym po prawej stronie płatem nasadowym, uwstecznionym i przemieszczonym na stronę lewą pierwotnym wyrostkiem dystalnym oraz w dużym stopniu zredukowanym wtórnym wyrostkiem dystalnym. Apofiza falloidalna ma postać krótką i zaokrągloną. Fallomer lewy nie ma zaokrąglonego płata na blaszce grzbietowej.

### Kokon jajowy
Umieszczona na podłożu stroną brzuszną ooteka ma kształt łezkowaty z zaokrągloną częścią nasadową i zwężającą się częścią odsiebną albo podługowato-owalny. Barwa jej zewnętrznej ściany jest rudobrązowa. Tuż przy rejonie wylęgowym znajduje się warstwa dodatkowego materiału z wyrostkami bocznymi, które to służą za daszek podtrzymujący zewnętrzną okrywę. Ta ostatnia utworzona jest z białej wydzieliny i ku przodowi wydłuża się w wypełniony pęcherzykami powietrza wyrostek.

## Ekologia i występowanie

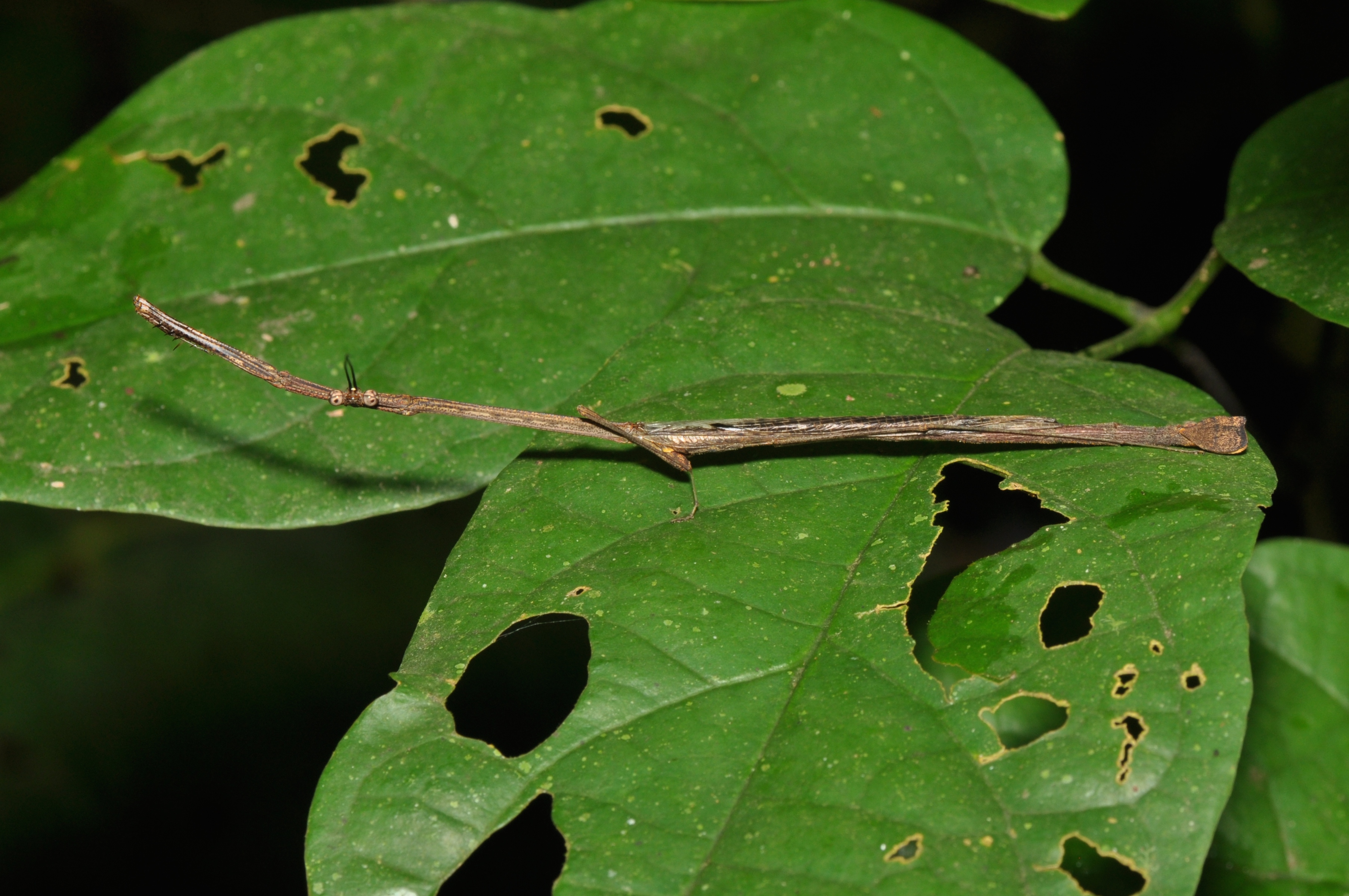
Samiec nieoznaczonego gatunku na liściu

Owady te zasiedlają gęste wilgotne lasy równikowe, rzadziej lasy suche. Bytują na roślinach, chętnie zwisając z liści i gałęzi. Samce nocą często przylatują do sztucznych źródeł światła.
Przedstawiciele rodziny zamieszkują krainę neotropikalną od południowego Meksyku na północy przez Amerykę Centralną i Trynidad po Amazonię na południu.

## Taksonomia i ewolucja
Takson ten wprowadzony został w 1839 roku przez Jean Guillaume'a Audinet-Serville'a jako podrodzaj w rodzaju Thespis. Gatunkiem typowym wyznaczono Mantis purpurascens. Henri de Saussure w pracach z lat 1869–1872 klasyfikował omawiany takson w legionie Thespites. John Obadiah Westwood w 1889 roku jako pierwszy nadał taksonowi Angela rangę osobnego rodzaju, ale jeszcze w dwóch początkowych dekadach XX wieku bywał on traktowany jako podrodzaj, a nawet synonim rodzaju Thespis. W 1927 roku Angela umieszczona została przez Ermanna Giglio-Tosa w nieformalnej grupie Angelae w obrębie podrodziny Schizocephalinae i rodziny modliszkowatych. Max Beier utworzył dla niej w 1935 roku plemię Angelini w obrębie Mantinae, a w 1964 roku wyniósł je do rangi podrodziny Angelinae w obrębie modliszkowatych. Taką samą klasyfikację zastosowali Reinhard Ehrmann i Roger Roy w systemie z 2002 roku. W bazującym na wynikach molekularnej analizy filogenetycznej systemie Julia Riviery i Gavina J. Svensona z 2016 roku utworzono dla omawianego rodzaju monotypową rodzinę Angelidae w obrębie nowej nadrodziny Acanthopoidea. W uwzględniającym także dane morfologiczne systemie Chirstiana J. Schwarza i Roya z 2019 roku klasyfikację tę podtrzymano.
Do rodzaju tego należy 19 opisanych gatunków:

- Angela armata de Haan, 1842
- Angela brachyptera Stoll, 1813
- Angela championi Saussure et Zehntner, 1894
- Angela decolor Chopard, 1913
- Angela guianensis Rehn, 1906
- Angela inermis Werner, 1927
- Angela lemoulti Chopard, 1910
- Angela maxima Chopard, 1910
- Angela minor Giglio-Tos, 1916
- Angela miranda Saussure, 1871
- Angela ornata de Haan, 1842
- Angela perpulchra Westwood, 1889
- Angela peruviana Giglio-Tos, 1916
- Angela purpurascens Olivier, 1792
- Angela quinquemaculata Olivier, 1792
- Angela saussurii Giglio-Tos, 1927
- Angela subhyalina Chopard, 1913
- Angela trifasciata Stal, 1877
- Angela werneri Chopard, 1913

Według wyników analiz Riviery i Svensona z 2016 roku oraz Schwarza i Roya z 2019 roku Angelidae zajmują w obrębie nadrodziny Acanthopoidea pozycję bazalną. Klad tworzony przez pozostałe cztery rodziny tej nadrodziny cechować ma synapomorfia w postaci obecności w pierwotnym planie budowy odnóża chwytnego pięciu kolców tylno-brzusznych na udzie.